# Barbarolexis
A barbarolexis az idegen szavak helytelen átvételéből fakadó nyelvi, stilisztikai vétség. Gyakori hiba a publicisztikában, a köznyelvben, a hivatali stílusban.
Például a sajtóból ered a szanálás szó ’lebontás, megsemmisítés’ jelentése. A sano latin szó eredetileg azt jelenti: ’gyógyítok’. A renoválásra, felújításra váró épületekkel kapcsolatban – tévesen – használták a szanálás kifejezést akkor, amikor nem felújítottak, hanem felszámoltak, lebontottak városrészeket, házakat. A szanálás szó ma nem a városrészek helyreállítását jelenti, hanem a jelentés szűkülésével az épületek lebontása jelentéssel él a köztudatban.